# 大御所 (江戸時代)
江戸幕府において大御所（おおごしょ）は、征夷大将軍職を退いて隠居した前将軍を指す尊称。

## 大御所の由来
江戸幕府において大御所の名が正式に用いられるようになったのは、1603年に征夷大将軍となって江戸幕府を開いた徳川家康が、1605年に将軍職を子の徳川秀忠に譲って隠居したときに「大御所」という敬称が用いられるようになったときである。前将軍に対して大御所の尊称を用いることは、鎌倉時代・室町時代からすでに行われていた。

## 大御所政治
駿府を中心に徳川家康（大御所）が行った、徳川秀忠（征夷大将軍）との二元政治は「江戸幕府」を参照。
2代将軍・秀忠は1623年に将軍職を息子・徳川家光に譲って隠居している。そして1632年に病死するまで、政治の実権を握り続けた。西丸派（大御所）は秀忠側近を中心としているのに対し、本丸派（将軍）は新旧の譜代層から構成されていた。
秀忠・家光　二元政治の幕閣
- 江戸城西丸（大御所）　徳川秀忠
  - 土井利勝・井上正就・永井尚政・青山幸成・森川重俊（西丸老職・秀忠側近）
- 江戸城本丸（将軍）　徳川家光
  - 酒井忠世・酒井忠利・稲葉正勝・阿部正次・酒井忠勝・内藤忠重（本丸老職）
  - 松平信綱・阿部忠秋・堀田正盛・三浦正次（小姓組番頭・家光側近）
  - 米津田政・ 島田利正（江戸町奉行）

8代将軍・徳川吉宗は1745年に将軍職を息子・徳川家重に譲って隠居しているが、家重は言語障害があったため、1751年に死去するまで、吉宗は実権を握り続けた。
9代将軍・徳川家重は、1760年に将軍職を息子徳川家治に譲って隠居しているが、言語を唯一理解出来た御側御用人大岡忠光の逝去を受けての将軍職引退であり、また、翌年に病死したため、大御所として政治的実権を握ってはいない。
11代将軍・徳川家斉は将軍就任直後、将軍でなかった実父・徳川治済に大御所号を贈ろうとして、老中・松平定信に先例が無いとして反対され、断念した（大御所事件）。
また自らも1837年に将軍職を息子徳川家慶に譲った後も、1841年に死去するまで大御所として政治の実権を握り続けていた。なお、家斉の治世は50年以上にも及んだため、将軍在任中も含めて「大御所時代」と呼ばれることが多い。
この他、15代将軍・徳川慶喜も生存中に将軍職を辞して、宗家の家督も徳川家達に譲り、過去の大御所と似た存在となった。しかし徳川幕府が政権を返上した後のことであり、徳川家の家政も執らず別家を立てて当主となっているので、同列にはできない。